# Ореховский сельсовет (Брестская область)
Оре́ховский сельсове́т (белор. Арэхаўскі сельсавет) — административная единица на территории Малоритского района Брестской области Беларуси. Административный центр — агрогородок Орехово.

## География
Сельсовет расположен на юге района. Граничит с Олтушским сельсоветом на севере и Хотиславским сельсоветом на северо — востоке, на юге — с Шацким и Ратновским районами Украины.

## История
Образован 12 октября 1940 года в составе Малоритского района Брестской области БССР. С 25 декабря 1962 года по 6 января 1965 года в Брестском районе.

## Состав

— Населённые пункты Ореховского сельсовета

Ореховский сельсовет включает 6 населённых пунктов:
- Доброе — деревня.
- Дрочево — деревня.
- Зеленица — деревня.
- Орехово — агрогородок.
- Перевись — деревня.
- Перовое — деревня.